# Asyneuma linifolium
Asyneuma linifolium är en klockväxtart som först beskrevs av Pierre Edmond Boissier och Theodor Heinrich von Heldreich, och fick sitt nu gällande namn av Joseph Friedrich Nicolaus Bornmüller. Asyneuma linifolium ingår i släktet Asyneuma och familjen klockväxter.
Artens utbredningsområde är Turkiet.

## Underarter
Arten delas in i följande underarter:
- A. l. eximium
- A. l. glabrum
- A. l. linifolium
- A. l. nallihanicum